# Christian von Massenbach

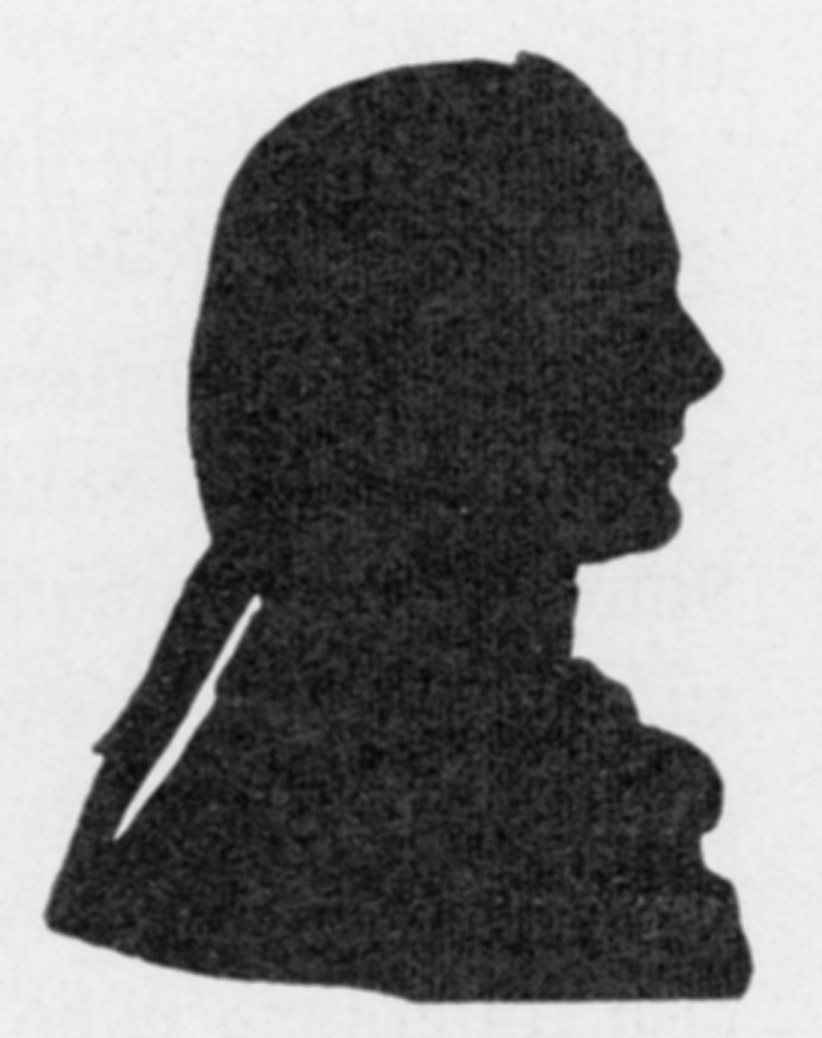
Christian von Massenbach, Scherenschnitt, um 1780

Christian Karl August Ludwig Freiherr von Massenbach (* 16. April 1758 in Schmalkalden; † 21. November 1827 in Bialokosz, Provinz Posen) war ein preußischer Oberst und Schriftsteller aus der süddeutschen Linie der Freiherren von Massenbach. 

## Leben
Sein Vater war der Oberforstmeister Georg Wilhelm von Massenbach (1721–1788), seine Mutter Friederike, geb. von Edelsheim (1724–1791). Christian von Massenbach wuchs in Schmalkalden und später in der Herrschaft Massenbach bei Heilbronn auf. Er war Zögling der Hohen Karlsschule des Herzogs Carl von Württemberg. Dort verband ihn eine Jugendfreundschaft mit Friedrich Schiller.
Seit 1778 Offizier in der württembergischen Garde, trat Massenbach 1782 in das Gefolge Friedrichs des Großen ein. 1786 ging er zum preußischen Generalquartiermeisterstab und verfasste zahlreiche mathematische und militärische Werke, die seinen Ruf als künftigen Führungsoffizier festigten. 1785 wurde er Herausgeber der Militärischen Monatsschrift und Mitarbeiter bei Friedrich Nicolais Allgemeiner deutscher Bibliothek.
Massenbach nahm am preußischen Einmarsch in Holland 1787 und am Krieg gegen Frankreich bis zum Basler Frieden teil. In dieser Zeit war er zugleich Lehrer an der Potsdamer Militär-Ingenieurakademie. 1788 heiratete er in der Potsdamer Garnisonkirche Amalie von Gualtieri, eine Tochter des hugenottischen Pastors von Bernau bei Berlin und Schwester der Marie von Kleist, einer nahen Verwandten und Freundin des Dichters Heinrich von Kleist. 1791 wurde er zum Major und Flügeladjutanten des Preußischen Königs ernannt. In dieser Funktion setzte er sich intensiv für Reformen auf dem Gebiet der preußischen Außen- und Finanzpolitik, der Aus- und Weiterbildung von Offizieren und der Weiterentwicklung der Kartographie ein. Als die 1802 von Scharnhorst u. a. gegründete Militärische Gesellschaft zu Berlin, durch die die Weiterbildung der Stabsoffiziere verbessert werden sollte, sich stark um Mitglieder erweiterte, gründete Massenbach in Potsdam eine „Nebenstelle“. 
Trotz dieser Reformbemühungen wurde 1806 das Korps des Fürsten Friedrich Ludwig zu Hohenlohe-Ingelfingen, dessen Stabschef Massenbach war, in der Schlacht von Jena am 14. Oktober 1806 geschlagen. Der Rückzug führte in einem weiten Bogen um Berlin herum. Bei Prenzlau entschloss sich Fürst Hohenlohe am 28. Oktober zur Kapitulation. Infolge einer falschen Lagebeurteilung Massenbachs hatte er den vermeintlich sicheren und sinnlosen Tod seiner Soldaten vor Augen. Die Handlungsweise des Oberkommandierenden löste eine Serie von Kapitulationen preußischer Truppen und Festungen aus. Hierfür nahm Fürst Hohenlohe die Verantwortung auf sich und Massenbach entging einer möglichen Bestrafung, obwohl viele ihm ein erhebliches Mitverschulden an den Niederlagen und der Kapitulation des Armeekorps Hohenlohes zuschrieben. Nach den Ereignissen von 1806 zog sich Massenbach auf sein Gut Bialokosch im Herzogtum Warschau zurück. Er versuchte sich später in mehreren Schriften zu rechtfertigen und veröffentlichte drei Bände seiner vielbeachteten Memoiren. Der vierte Band, der eine kritische Darstellung der Ereignisse von 1806 und die Aufdeckung der Ursachen für das Versagen der Preußischen Armee enthielt, wurde 1810 vom preußischen König eingezogen und vernichtet.
Von 1816 bis 1817 war er Mitglied der Ständeversammlung des Königreichs Württemberg als Vertreter seines Bruders Reinhard von Massenbach. Er sprach sich dort vehement gegen den königlichen Verfassungsentwurf aus und plädierte für einen starken Landtag mit nur einer Kammer und einer parlamentarischen Regierungsform. 1817 wurde Massenbach wegen politischer Aktivitäten für eine nationale Verfassung aus Württemberg ausgewiesen.
Noch im selben Jahr wurde er in Frankfurt am Main auf Verlangen der preußischen Regierung verhaftet, ausgeliefert und auf die Festung Küstrin überstellt. Ihm wurde vorgeworfen, er habe in seinen Schriften Dienstgeheimnisse veröffentlichen wollen, was ihm 1819 eine Verurteilung zu 14 Jahren Festungshaft wegen Landesverrat eintrug, von denen er sieben Jahre teils in Küstrin, teils auf der Festung Glatz verbüßte. 1826 wurde Christian von Massenbach begnadigt und starb am 21. November 1827 in Bialokosch, Kreis Birnbaum. Er ist auf dem Waldfriedhof des Gutes bestattet.

## Familie
Christian von Massenbach war seit 1788 mit Amalie Henriette de Gualtieri (1767–1846) verheiratet. Sie war Tochter des Pastors Albert Samuel de Gualtieri (1729–1778) aus Magdeburg und dessen Ehefrau Margaretha Bastide. Ihre Schwester war Marie von Kleist die Frau von Friedrich Wilhelm Christian von Kleist (1764–1820). Das Paar hatte zwei Söhne und vier Töchter, nämlich:
- Adelheid Friedricke Henriette Luise Amalie Wilhelmine  (* 4. Januar 1790; †  Dezember 1846) ⚭ 7. Februar 1822 Karl von Rappard (1794–1853)
- Albertine Philipine  (* 7. August 1791; †  11. Februar 1833)
- Wilhelm  (* 4. Januar 1795; †  31. Oktober  1813)
- Matilde Aurora  (* 24. Oktober 1795; †  5. März 1855) ⚭ 2. Mai 1818 Friedrich Wilhelm von Brandenburg (1792–1850)
- Karoline Wilhelmine Auguste Henriette (* 1. Dezember 1797; † 6. November 1811)
- Georg Sylvius Curd Julius Erich Magnus (* 30. Juli 1799; † 1. Februar 1885) ⚭ Sophie von Gemmingen-Steinegg (* 28. Mai 1810; † 24. August 1888)

## Werke
- Marc-Aurel und Sülly, 1806, Digitalisat
- Rückerinnerungen an große Männer. Amsterdam (1808), Digitalisat
- Memoiren zur Geschichte der preußischen Staaten unter der Regierung Friedrich Wilhelms II. und Friedrich Wilhelms III. 3 Bde. Amsterdam (1809–10), Band 1, Band 2, Band 3
- Historische Denkwürdigkeiten zur Geschichte des Verfalls des preußischen Staates seit 1794 nebst meinem Tagebuch über den Feldzug von 1806. In zwei Theilen. Mit vier Situationskarten und Planen. Amsterdam (1809); Neuausgabe 1979 in der Reihe Haidnische Alterthümer mit einem Nachwort von Hans-Werner Engels.
- Memoiren über meine Verhältnisse zum preußischen Staat und insbesondere zum Herzog von Braunschweig. 2 Bde. Amsterdam (1809)
- An alle teutsche Männer, 1817, Digitalisat